# Amblygonite
L'amblygonite est une espèce minérale formée de phosphate basique de lithium, sodium et aluminium de formule (Li,Na)AlPO4(F,OH). Comme beaucoup de phosphates, cette espèce peut produire des cristaux de très grande taille jusqu’à 1,5 m.

## Inventeur et étymologie
L'amblygonite a été décrite en 1817 par le minéralogiste allemand Johann August Friedrich Breithaupt. Son nom vient de l'angle obtus des solides de clivage, en grec, άμβλύς - amblus signifie "obtus" et γόνυ - gonia signifie "angle".

## Topotype
- Chursdorf, Penig, Chemnitz, Saxe, Allemagne
- les échantillons types sont déposés à l'Académie des mines de Freiberg Haute-Saxe Allemagne No 20336.

## Caractéristiques
Soumise à une irradiation au moyen d'électrons, l'amblygonite incolore peut devenir jaune, jaune-vert. Ce résultat est cependant instable et les couleurs pâlissent graduellement.
Aux rayons ultraviolets, elle présente une fluorescence verdâtre.

## Cristallographie
L'amblygonite cristallise dans le système triclinique mais ses cristaux sont assez rares. Ils peuvent néanmoins atteindre des dimensions notables (jusqu'à six centimètres) et ils possèdent une grande transparence et un éclat vitreux, nacrés sur les surfaces de clivage.
Mais plus fréquemment, on trouve l'amblygonite sous forme d'agrégats spathiques blanchâtres, que l'on peut facilement confondre avec les feldspaths.
L'amblygonite se clive selon quatre directions, elle est assez dure (6 sur l'échelle de Mohs) et est de densité normale.
- Paramètres de la maille conventionnelle : a = 5,14, b = 7,21, c = 5,06, α = 113,97 °, β = 98,64 °, γ = 67,25 °, Z = 2
- Densité calculée = 3,17

## Cristallochimie
Elle forme une série complète avec la montebrasite. Elle est le chef de file d'un groupe de minéraux de même structure, le groupe de l'amblygonite.

## Variété
- hébronite (von Kobell 1872) : variété d'amblygonite pauvre en sodium, découverte à Hebron, Maine, États-Unis[5].

## Gîtologie
L'amblygonite est typique des pegmatites sodolithiques.

### Minéraux associés
- apatite, feldspaths, lacroixite, lépidolite, lithiophilite,  pétalite, pollucite, quartz, spodumène,  tourmalines (pegmatites).

- cassitérite, micas, topaze  (greisens).

## Critères de détermination
Dissolution difficile dans les acides. Fond au chalumeau en colorant la flamme en rouge et en donnant un globule blanc.

## Utilité
Certaines pierres peuvent être taillées à facette. Pour mettre en valeur l'éclat de l'amblygonite, on réalise de préférence des tailles à nombreuses facettes, et plus rarement des tailles à table ou à degré. La dureté qui est assez faible pour la taille et la présence de divers plans de clivage nécessite une grande vigilance pour le facettage et le polissage de cette gemme.  La présence de traces de fer est déterminante pour la coloration de la pierre qui peut aller de l'incolore au jaune, jaune-vert, jusqu'au lilas.

### Gemmes approchantes
L'amblygonite peut être confondue avec la brazilianite, mais aussi avec la scapolite et les minéraux du groupe des feldspaths.

### Gemmes célèbres
La plus grosse amblygonite taillée vient du Brésil, pèse 62 carats et est jaune intense. Elle est conservée à la Smithsonian Institution de Washington.
On peut également y admirer une amblygonite de Birmanie jaune d'or pesant 19,7 carats.
Au Devonian Group de Calgary au Canada, on peut observer une pierre de 47 carats originaire du Brésil.

## Gisements
- Allemagne

Saxe
- Brésil

Taquaral, Itinga, Minas Gerais
- États-Unis

Arizona/ Californie/ Colorado/ Connecticut/ Maine/ Massachusetts/ New Hampshire/ Nouveau-Mexique/ Dakota du Sud/ Wisconsin/ Wyoming
- France

carrière de Beauvoir, Échassières, Ébreuil, Allier
Tréguennec, Plonéour-Lanvern, Finistère, Bretagne
Mine de Montebras, Montebras-en-Soumans, Boussac, Creuse, Limousin
Carrière d'Avent, Bessines-sur-Gartempe, Haute-Vienne, Limousin
Carrière de Vilatte-Basse, Vilatte, Chanteloube, Razès, Haute-Vienne, Limousin
Carrière de Chabanne, Saint-Sylvestre, Haute-Vienne, Limousin
- Grande-Bretagne

Angleterre, Cornouailles, Devon
- Guyane Française

Massif du Tamanoir
- Suède

Comté de Södermanland, Uplande, Province de Västerbotten
- Zimbabwe

Mashonaland, Masvingo